# Milčice (přírodní památka)
Milčice jsou přírodní památka západně od Milčic v okrese Nymburk ve Středočeském kraji. Předmětem ochrany jsou pěnovcová luční prameniště.

## Historie
Až do poloviny dvacátého století se na území přírodní památky nacházely podmáčené louky obklopené ornou půdou. Poté byly odtěženy místní sedimenty, čímž byly louky zničeny, ale prameny se zachovaly a v jejich okolí se znovu začala vyvíjet prameništní vegetace, byť v důsledku těžby druhově chudší. Nezamokřené části pozemků zarostly sukcesní vegetací.
Chráněné území vyhlásil Krajský úřad Středočeského kraje v kategorii přírodní památka s účinností od 15. března 2017.

## Přírodní poměry
Přírodní památka s rozlohou 4,08 hektaru leží v nadmořské výšce 189–193 metrů v katastrálním území Milčice u Peček v okrese Nymburk ve Středočeském kraji. Území se překrývá se stejnojmennou evropsky významnou lokalitou Natura 2000.

### Abiotické poměry

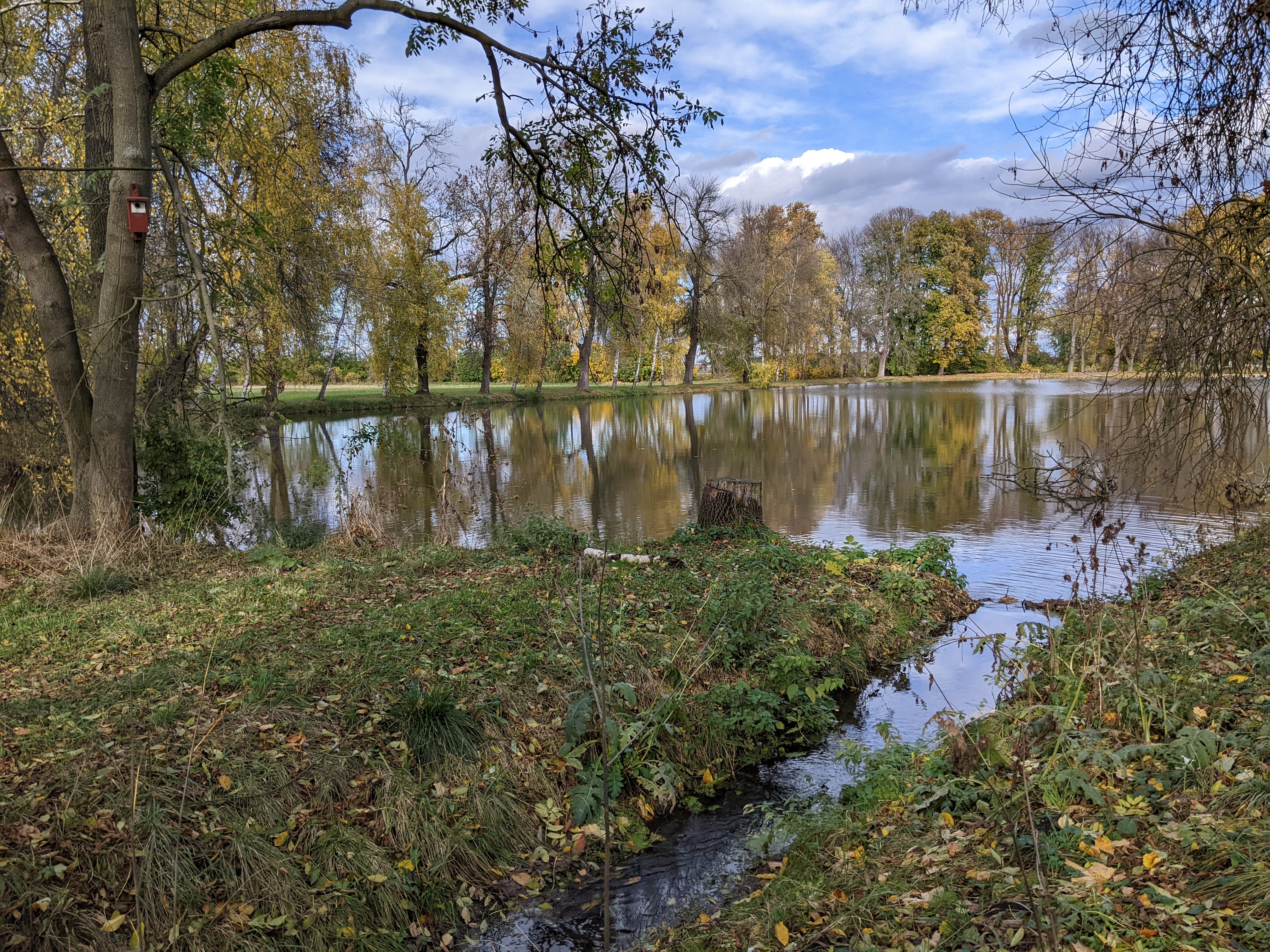
Rybník na východním okraji chráněného území

Geologické podloží lokality tvoří křídové horniny překryté pleistocenními štěrkopískovými sedimenty. Na nich v holocénu vznikla slatiniště. Okolní rovinatá krajina se nachází ve Středolabské tabuli, konkrétně v podcelku Nymburská kotlina a okrsku Sadská rovina. Tvoří ji pleistocenní říční terasy Labe, v nichž je vyhloubeno mělké údolí Milčického potoka. Snížený terén přírodní památky vznikl pravděpodobně vytěžením humolitu nebo písků. Severním okrajem chráněného území protéká Milčický potok. Část sníženiny je zaplavená vodou a na jihozápadním okraji nádrží vyvěrají silné prameny.
Předmětem ochrany v přírodní památce i evropsky významné lokalitě je existence lučních pěnovcových pramenišť. Pro ně je charakteristická silně zásaditá a mineralizovaná voda s vysokým obsahem vápníku, hořčíku a hydrogenuhličitanů.
Koryto Milčického potoka bylo napřímeno nejpozději v devatenáctém století. Jedna z jeho větví obtéká chráněné území z jihu a napájí rybník východně od hranic přírodní památky. V roce 2015 bylo koryto k rybníku zrevitalizováno, ale přes zvýšení členitosti došlo k jeho dalšímu zahloubení. Úpravy toku mají nejspíše negativní vliv na vodní režim lokality, ale intenzitu jejich působení nelze stanovit.
V rámci Quittovy klasifikace podnebí se celé území nachází v teplé oblasti T2, pro kterou jsou typické průměrné teploty −2 až −3 °C v lednu a 18–19 °C v červenci. Roční úhrn srážek dosahuje 550–700 milimetrů, počet letních dnů je padesát až šedesát a počet mrazových dnů se pohybuje mezi 100 a 110.

### Flóra a fauna
Větší část chráněného území porůstají náletové nebo vysázené porosty břízy bělokoré (Betula pendula), smrku ztepilého (Picea abies), borovice lesní (Pinus silvestris), topolu osiky (Populus tremula) a hybridních kultivarů topolů. Na okrajích lokality se objevují porosty třtiny křovištní (Calamagrostis epigejos) a kopřivy dvoudomé (Urtica dioica). Ze vzácných druhů v prameništích roste sítina slatinná (Juncus subnodulosus), ostřice Davallova (Carex davalliana), zeměžluč přímořská (Centaurium littorale), hadilka obecná (Ophioglossum vulgatum) a ostřice pozdní (Carex viridula).
Cílený faunistický průzkum lokality nebyl proveden. Zaznamenán byl výskyt skokana štíhlého (Rana dalmatina).

## Ochrana přírody

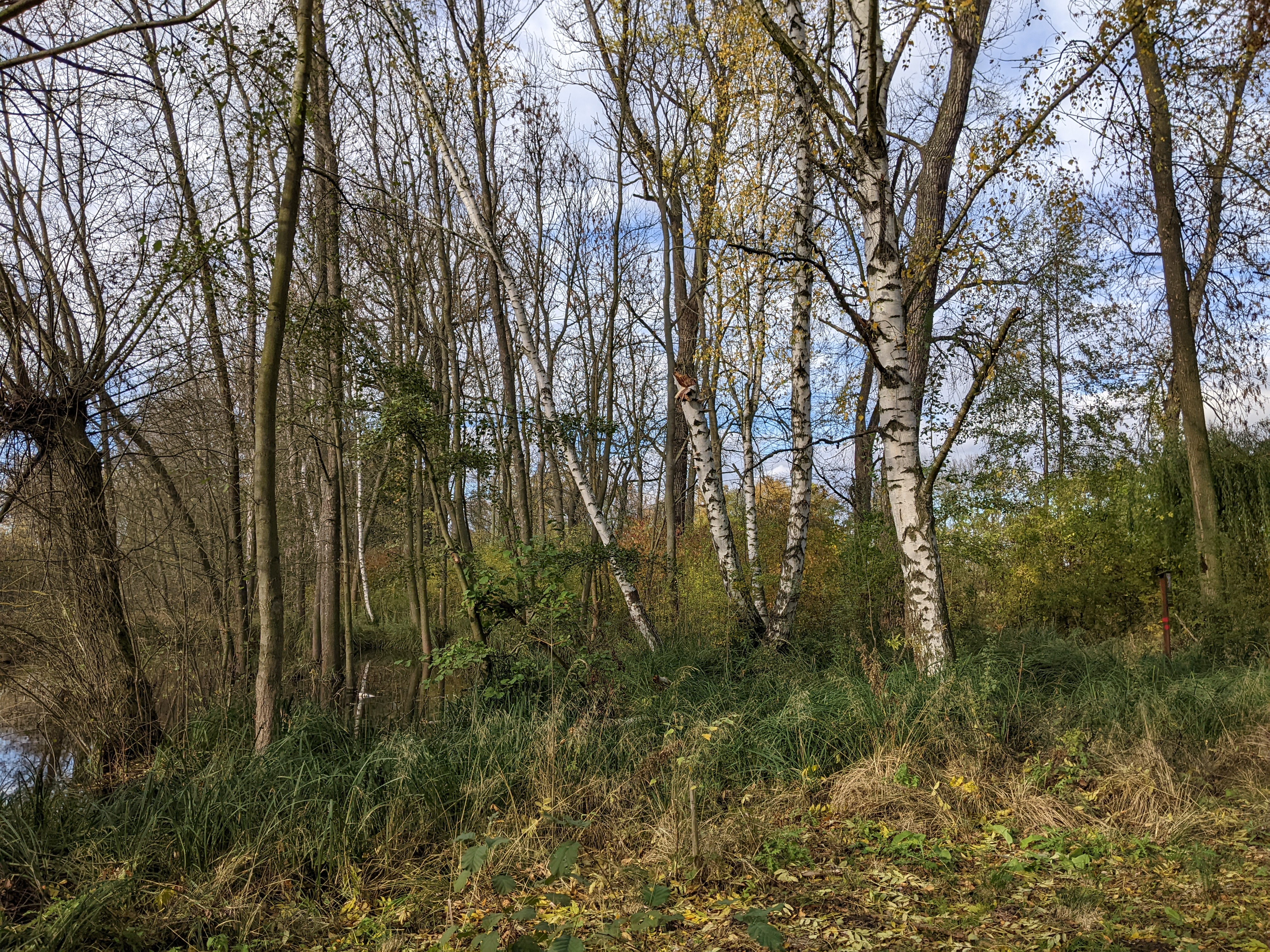
Náletové dřeviny na východním okraji přírodní památky

Lokalita může být ohrožována odvodňováním, svedením pramenů do studny, nadměrným přísunem živin, absencí hospodaření nebo jeho přílišnou intenzitou, případně intenzivní pastvou nebo pojezdem těžké techniky. Tomu odpovídají i ochranná opatření, která by měla zabránit pohybu těžké techniky či skladování dřeva v prostoru pramenišť nebo jejich těsné blízkosti.
Pro zachování porostů přímo v prameništích je doporučeno pouze občasné vyřezání náletových dřevin a následné odklizení posekané biomasy. Intenzivně by měly být potlačovány pouze kompetičně silné druhy jako je rákos nebo vysoké ostřice. Mimo prameniště je vhodné hloubit mělké deprese s rozlohou jednotek až desítek metrů čtverečních, které by mohly po zatopení využít konkurenčně slabé druhy pramenišť. Hospodaření na vodních plochách by mělo být podřízeno ochraně přírody, a proto by měla být snížena nadměrná rybí osádka, v níž převažuje kapr obecný (Cyprinus carpio). K sportovnímu rybolovu by měl sloužit méně hodnotný severní břeh vodních ploch.